# 交流电抗器
最通俗的讲，能在电路中起到阻抗作用的东西，我们叫它电抗器。 电力网中所采用的电抗器，实质上是一个无导磁材料的空心线圈。它可以根据需要布置为垂直、水平和品字形三种装配形式。在电力系统发生短路时，会产生数值很大的短路电流。如果不加以限制，要保持电气设备的动态稳定和热稳定是非常困难的。因此，为了满足某些断路器遮断容量的要求， 常在出线断路器处串联电抗器， 增大短路阻抗， 限制短路电流。
交流电抗器一般有三相和单相之分。交流电抗器的作用：
- 降低主电源谐波、浪涌和峰值电流；
- 提高低频传导抗干扰性；
- 保护驱动机构的电力电子元件；
- 提高功率因子；
- 防止主电源的电压尖脉冲引起的跳闸。